# Sebastián Martín Recio
Sebastián Martín Recio (El Rubio, 3 de diciembre de 1953) es un médico y político español de Izquierda Unida. Fue alcalde de Carmona desde 1995 a 2007, y de Manzanilla desde 1979 a 1983. También ha sido diputado provincial en Sevilla y Huelva.Por último es padre de Sebastián Martín Martín.

## Trayectoria
Miembro del Partido Comunista y de IU, fue alcalde de Manzanilla entre 1979 a 1983, siendo el primero democráticamente tras el fallecimiento de Francisco Franco. Fue también Diputado provincial de Huelva y de Sevilla, coordinador del área de Sanidad de Izquierda Unida en Andalucía y coordinador General de Áreas de IULV-CA, cargo que ocupó entre 1988 y 1990.
Ha sido alcalde de Carmona desde 1995 a 2007, durante 12 en el consistorio.
En la VIII Asamblea Federal Extraordinaria de IU se presentó como candidato a coordinador general, En 2004 avalado por los sectores más a la izquierda de la coalición. Obtuvo el 12% de los votos. En la votación a coordinador celebrada en el recién elegido Consejo Político Federal sumó sus votos a los de la candidatura de Enrique Santiago, para intentar derrotar a Gaspar Llamazares.
Es coordinador provincial de Sevilla, miembro del Consejo Andaluz, de la Presidencia Federal y del Consejo Político Federal de IU y vicepresidente de la Federación Andaluza de Municipios y Provincias. Así mismo, fue elegido mediante primarias candidato de Izquierda Unida al Congreso de los Diputados por Sevilla para las elecciones de 2008.